# François-Henri Salomon de Virelade
François-Henri Salomon (Bordeaux, 4 oktober 1620  - 2 maart 1670), ook Salomon de Virelade, was een Frans advocaat, schrijver en lid van de Académie française.

## Levensloop
Zoon van een raadsheer bij het parlement van Bordeaux, werd hij advocaat in 1638 in Parijs. Na een tiental jaren keerde hij naar Bordeaux terug. Hij werd er luitenant-generaal van de seneschalk van Guyenne en trouwde met de dochter van de voorzitter van het parlement van Bordeaux, van wie hij het ambt overnam.
Zijn redevoering gewijd aan Grotius bezorgde hem de roem die maakte dat hij in 1644 tot lid werd verkozen van de Académie française, in opvolging van Nicolas Bourbon. Hij kreeg hiervoor meer stemmen dan de andere kandidaat, de grote dramaturg Pierre Corneille. Virelade schreef ook een parafrase op de psalmen en het rechtskundig werkje De Judiciis et poenis (1665).